# 黑便士

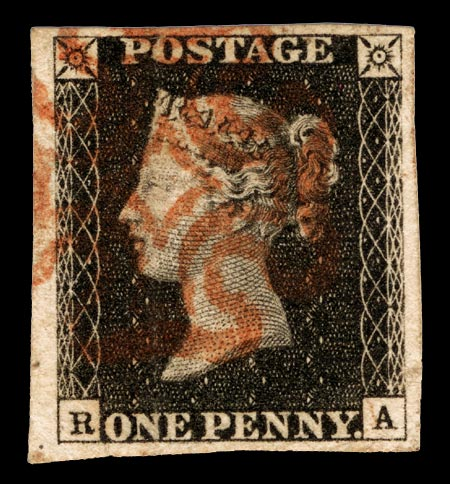
一张盖有红色馬爾他邮戳的黑便士邮票

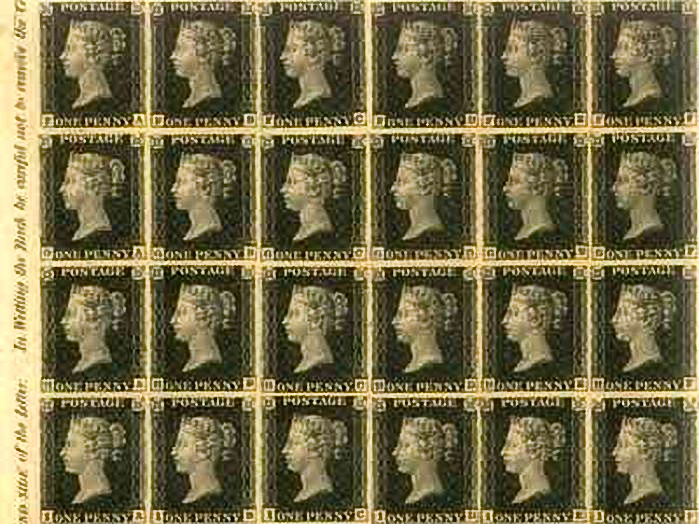
整版的黑便士邮票

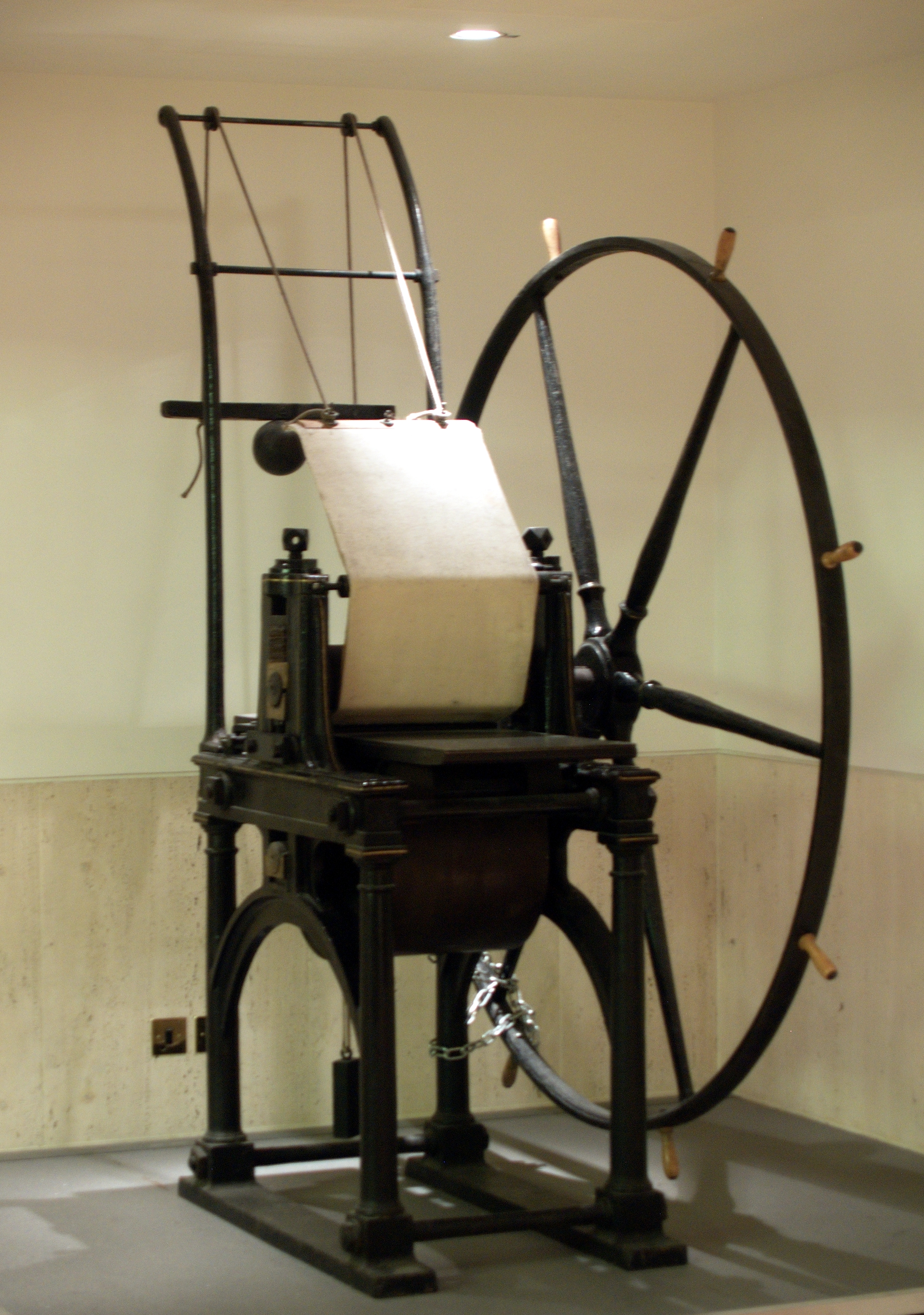
黑便士印刷机，雅各布·珀金斯发明。

黑便士（英語：Penny Black）是世界上第一枚带背胶邮票，1840年5月1日在英国正式发行，6日投入使用。虽然5月6日是邮票生效的第一天，但由于邮票从5月1日就开始出售，当天就有人使用邮票，所以邮戳最早的日期是5月1日。 罗兰·希尔爵士在1837年发表的《邮政改革建议》中提出了使用邮票，信封上如果粘貼了邮票，则表示“邮资已经预付”。虽然黑便士是世界上第一枚邮票，但在黑便士出现之前，在奥地利、瑞典和希腊就已有人提出过“邮票”这一概念。

## 票面和版別
1839年，英国财政部宣布举办竞赛来征集邮票的设计方案，但最后所有的方案都不怎么令人满意，最终财政部选择了一个罗兰·希尔赞同的方案：票面上是维多利亚女王15岁时的头像，希尔认为这不容易被伪造。1837年的一枚奖章上的维多利亚头像被用到了此邮票上。黑便士的票面以黑色的油墨印刷，价值一便士。票面的顶端写有POSTAGE（邮资），底端写有ONE PENNY.（一便士）。
1840年發行的黑便士郵票共分11次印刷因此黑便士郵票存在着版別（plate）的差異，一共存在11個不同的版別，其中第一版往往被分為palte 1a & 1b兩種，對於集郵者來說不同版別的黑便士的收藏價值也不一樣，第11版由於發行量最少因此價值較高。然而第十一版黑便士郵票並不是最珍罕的黑便士。最珍罕的黑便士郵票是1840年的VR黑便士。1840年英国发行了黑便士邮票，与此同时还预备印行VR黑便士，计划专供公事贴用，其上方的边角框里以“V”和“R”两个英文字母取代原来的双星图案，VR即是“Victoria regina”的缩写，原定发行于1840年4月，然而并未正式发行。其印制数量为3471全张，以每全张240枚计，总共833,040枚。其中148全张在印刷时损坏，3302全张于1843年1月25日召回销毁。剩余的21全张，其中1全张在1840年4月18日呈交Rowland Hill做盖销试样，13全张交到Somerset House于1840年5月7日贴于通告传单上分发给各邮局。5全张未说明用途，（还有2全张记载中未提及）。除了新票之外，目前发现有个别少量的旧票存世，又以实寄封最为珍罕，可能是出于邮政的疏忽而用于邮寄。VR黑便士新票，大部分来自邮局分发的13全张的传单或是用途不明的5全张，目前传世所见的新票大部份无背胶，这是较为普遍的状况，因此并不影响它的收藏价值。VR黑便士目前存世大约只有几百枚，应是英国早期古典邮票存世量最少者，2008年吉本斯目录价为25000英镑。
用來註銷黑便士的郵戳——“馬耳他十字戳”也非常有名，許多不同顏色的油墨被用來註銷黑便士，已知的顏色有黃色，淡綠色，紅色，藍色以及黑色。最常見的馬耳他十字戳是紅色和黑色的。紅色的郵油墨在使用了一年多以后，被發現很容易擦掉，继而可以重复使用。英国财政部发现后立即将邮戳换成了黑色。然而，黑色的油墨雖然穩定性良好卻容易和黑便士本身的顏色混淆，銷戳不清晰的郵票常常被人們拿來重新使用。因此在1841年2月10日黑色一便士郵票被取消並被紅色一便士郵票取代。這種取代黑便士的紅色一便士郵票在中國往往被集郵者們称为“紅便士”。

## 印刷
黑便士总计印刷了68,808,000枚。但现在已为数不多，目前唯一的整版黑便士存放于英国邮政博物馆。